# 纪尧姆·谢纳
纪尧姆·谢纳（法語：Guillaume Chaine，1986年10月24日—），法国男子柔道运动员。他曾代表法国参加2020年夏季奥林匹克运动会柔道比赛，获得混合团体金牌和男子73公斤级第十七名。